# Knittlingen
Knittlingen est une ville de Bade-Wurtemberg (Allemagne), située dans l'arrondissement d'Enz, dans l'aire urbaine Nordschwarzwald, dans le district de Karlsruhe.
Située à l'est de la Kraichgau, au centre d'un rectangle formé par les villes de Heidelberg, Karlsruhe, Heilbronn et Stuttgart, elle compte environ 8 000 habitants.
La ville est censée être le lieu de naissance du docteur Faust, et cultive la légende en ayant un musée Faust, un collège Dr. Johannes-Faust, etc.